# Chùa Tịnh Quang
Chùa Tịnh Quang là một ngôi chùa nằm trên một vùng núi phía tây – nam làng Ái Tử, thuộc huyện Triệu Phong, tỉnh Quảng Trị). Đây là ngôi tổ đình duy nhất của tỉnh Quảng Trị, thuộc hệ phái Phật giáo Bắc tông - biểu tượng tâm linh của Phật giáo Quảng Trị. Một số nhà tu hành từng gắn bó với chùa luôn coi chùa là đất tổ của mình, còn một số người dân thì đã xem chùa như một trung tâm từ thiện.
Chùa còn có một lễ hội giỗ Tổ hàng năm vào ngày 18 tháng 2 âm lịch với sự phối hợp tổ chức của Ban trị sự Tỉnh hội và Ban Tái thiết (đại diện Hội Tăng Ni Phật tử đồng hương chịu phần tài khoản). Lễ hội giỗ Tổ được tổ chức rất quy mô, đạt tầm mức một lễ hội lớn tại khu vực, quy tụ hàng ngàn Tăng Ni và tín đồ Phật tử đồng hương khắp đất nước trở về cùng với Tăng Ni và hàng ngàn quần chúng Phật tử tại địa phương. Với những giá trị văn hoá, lịch sử và tâm linh, ngôi chùa được Bộ Văn hoá thông tin xếp hạng di tích quốc gia theo quyết định số 2009/QĐ – BVHTT ngày 15/11/1991.

## Tên gọi
Ngôi chùa này được biết đến với những tên gọi khác nhau. Ngoài tên chính thức hiện nay là Chùa sắc tứ Tịnh Quang thì chùa vẫn được biết đến với nhiều tên gọi khác nhau. Tên gọi ban đầu là Am Tịnh Độ, ngoài ra hiện tại còn có những tên gọi khác như Tổ Đình Sắc Tứ Tịnh Quang, Tịnh Quang Tự hay được gọi ngắn gọn là Chùa Sắc Tứ

## Lịch sử
Chùa Sắc Tứ Tịnh Quang do Hòa thượng Tu Pháp, tự Chí Khả khởi lập và xây dựng vào năm 1739 đời Vua Lê Ý Tông (năm thứ hai đời Chúa Nguyễn Phúc Khoát) cách nay 261 năm với tên ban đầu là chùa Tịnh Nghiệp. Từ những ngày đầu tiên chúa Nguyễn Hoàng vào Nam lập nghiệp, nhưng vào năm nào thì mãi đến nay vẫn chưa khảo cứu được. Nhưng có thể nói đây là một trong những ngôi tổ đình có mặt sớm nhất và có ảnh hưởng rất lớn đến Phật giáo và văn hóa của xứ Đàng Trong. Một số tài liệu nghiên cứu cho biết chùa có tên là Am Tịnh Độ. Qua các đời trụ trì tiếp nối như Thiền sư Tuyết Phong và Thiền sư Bảo Châu, am Tịnh Độ ngày càng được quan tâm đầu tư, xây dựng, chỉnh trang để ngày mỗi khang trang, hoàn thiện hơn.

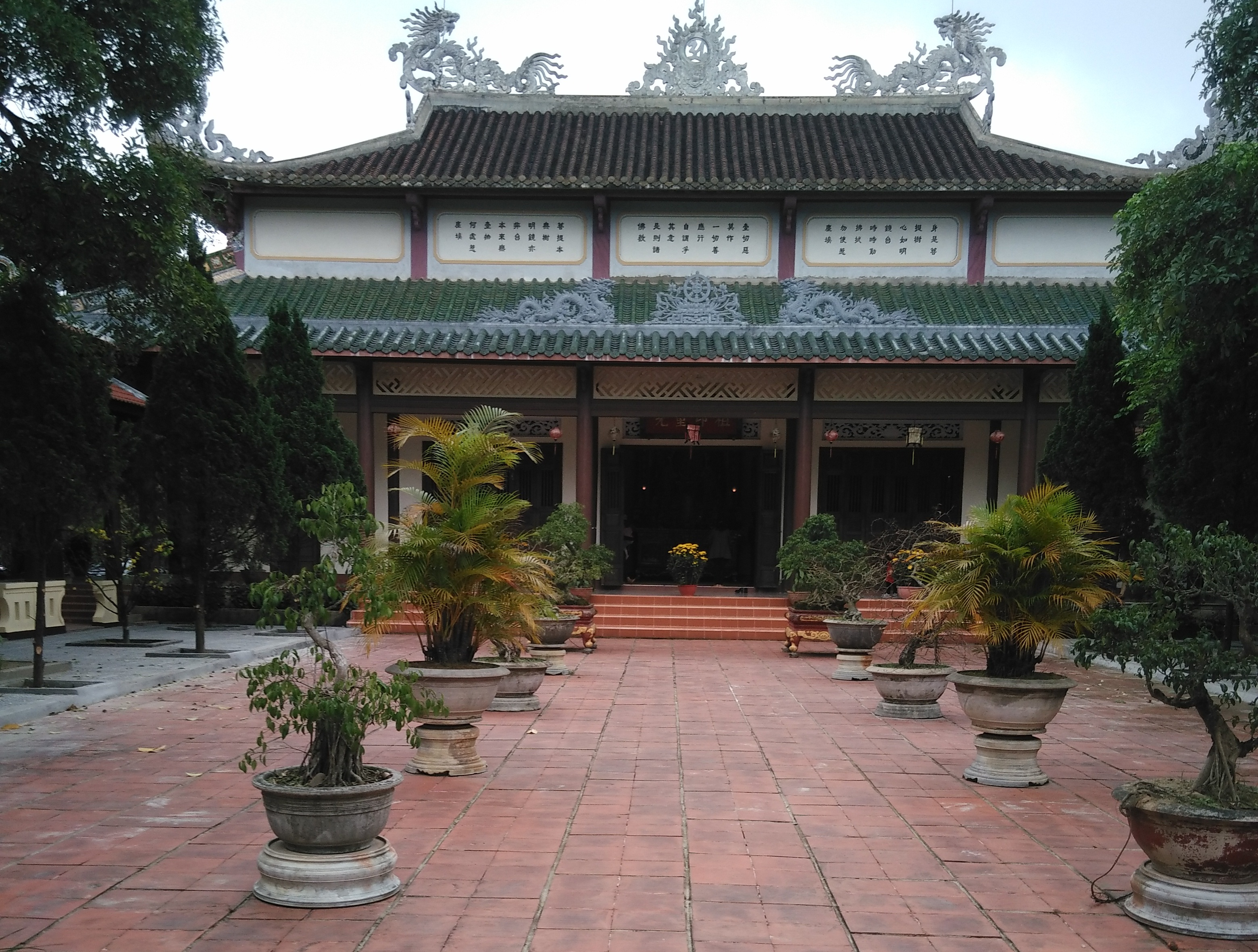
Chùa Sắc Tứ Tịnh Quang

Đến năm 1739 Năm Kỷ Sửu, tức là năm Vĩnh Hựu thứ 5 vua Lê Ý Tông (1739), Chúa Nguyễn Phúc Khoát trong một dịp ngự giá ra Quảng Trị, có ghé vào thăm chùa và đảnh lễ Phật cảm khái với cảnh trí chốn Phật đường và tiếng tăm của chùa trong dân chúng, Chúa thân thân hành ngự bút viết năm chữ "Sắc tứ Tịnh Quang Tự", cho làm bảng sơn son thếp vàng để tặng cho chùa.Từ đó am Tịnh Độ đổi thành chùa Sắc tứ Tịnh Quang và trở thành danh thắng.
Một số nhà nghiên cứu còn cho biết, ngôi chùa này đã xuất hiện trước năm 1558, đến khi Nguyễn Hoàng vào trấn nhậm tại Ái Tử thì đã tồn tại. Đến khoảng những năm 1600-1650, đã có nhiều vị thiền sư nổi tiếng đến trụ trì ở đây, mà hiện nay chỉ biết tên hai vị là Lục Hồ Viên Cảnh, bổn sư của Thiền sư Minh Châu Hương Hải và Đại Thâm Viên Quang, vị thầy đã dạy về thiền lý cho Minh Châu Hương Hải.
Đến đời Vua Gia Long, vua ban tên gọi là Tịnh Quang. Chùa được trùng tu năm Minh Mạng thứ 21 (1941). Đến năm 1972, chùa bị hỏng hoàn toàn do chiến tranh. Đến năm Đồng Khánh thứ 2 (1890) lại được trùng tu và ông Trần Chính Tịnh pháp danh Thông Quảng được chọn làm Hội trưởng. Thành Thái năm thứ 6 (1886) cho cải tạo lại chùa, dựng thêm nhà Tăng khang trang, rực rỡ, rồi mời Tiến sĩ Hoàng Bính viết bia vào năm Thành Thái thứ 7 (1895). Ngày 15 tháng 11 năm 1991, Nhà nước Việt Nam đã chính thức xếp hạng chùa là di tích cấp quốc gia hạng A1 theo Quyết định số 2009/QĐ – BVHTT ngày 15/11/1991 của Bộ Văn hóa Thông tin. Hiện nay, chùa do Thượng tọa Thích Phước Châu là giám tự, hàng tháng tại đây đều có tổ chức các khóa tu Bát quan trai cho đông đảo bà con Phật tử đến tu hành và tham vấn giáo lý.

## Kiến trúc

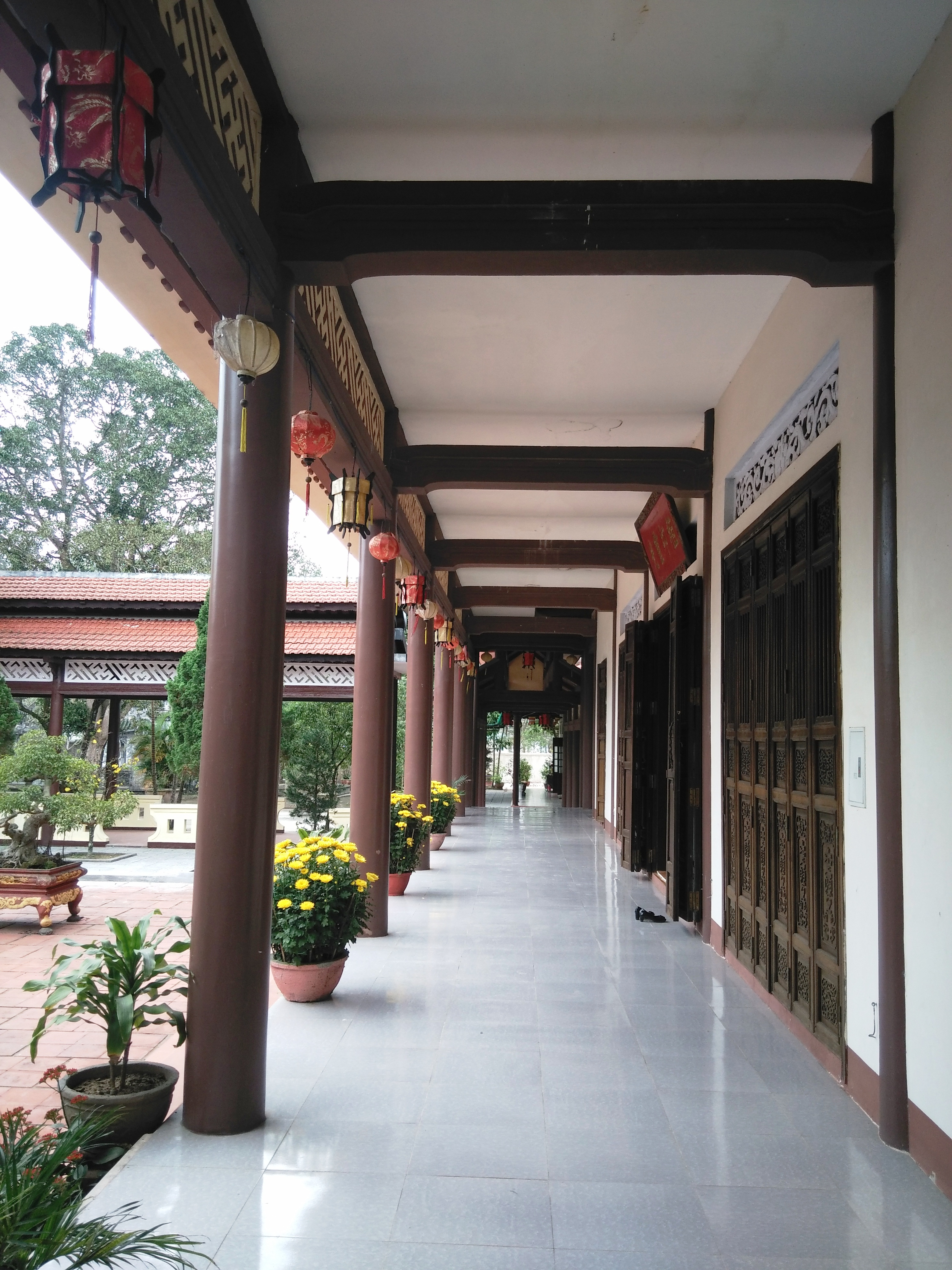
Hành lang chùa Sắc Tứ Tịnh Quang

Điện Phật được bài trí tôn nghiêm. Điện chính giữa thờ Tam Thế Phật. Chùa có pho tượng đức Phật Thích Ca bằng đồng nặng 2700 kg, đúc năm 1997 và chiếc trống lớn bằng da trâu, đường kính mặt trống là 165 cm. Chùa đã qua 9 lần đại trùng tu. Năm 1997 là lần trùng tu lớn nhất với kinh phí gần 2 tỷ đồng do Hòa thượng Thích Chánh Liêm làm Trưởng ban Tái thiết. Lễ đặt đá trùng tu được cử hành vào ngày 26-3-1997. Ngôi chùa hiện nay có chiều sâu 31m, rộng 27m, cao gần 15m, đã tổ chức khánh thành trang nghiêm trọng thể vào ngày 12-3-2001 (18-2 năm Tân Tỵ).

## Sự kiện
Trải qua nhiều biến cố thăng trầm của lịch sử, chùa sắc tứ Tịnh Quang vẫn là một ngôi tổ đình danh tiếng của Phật giáo xứ Đàng Trong, được xem là một nơi từng bồi dưỡng và đào tạo nhiều danh tăng thạc đức như Tổ sư Nhất Định, khai sơn chùa Từ Hiếu, Huế. Tổ sư Phước Huệ, khai sơn Tổ đình Hải Đức, Huế… hay Hải Nhu, vốn là người xuất gia tu học ở chùa này sau đó vào năm 1844 ông đã cho đại trùng tu ngôi chùa Quảng Tế, chú tạo nhiều tượng Phật. hay hòa thượng Thích Bích Lâm cũng từng có thời gian gắn bó tại đây.
Gần đây nhất là những người có gốc gác từ Quảng Trị như Đức Đệ nhị Tăng thống, cố Trưởng lão Hòa thượng Thích Giác Nhiên (chùa Thiền Tôn), cố Hòa thượng Thích Giác Hạnh (chùa Vạn Phước, Huế). cố Hòa thượng Thích Đôn Hậu (chùa Linh Mụ). cố Hòa thượng Thích Trí Thủ (chùa Báo Quốc, Huế và Già Lam, Thành phố Hồ Chí Minh)…

## Sự kiện văn hóa
Chùa cũng đã tổ chức nhiều sự kiện văn hóa đặc thù của mình như các buổi lễ cầu siêu hay lễ thắp nến cầu Quốc thái dân an. Điển hình là buổi lễ thắp nến cầu nguyện Quốc thái dân an nhân dịp lễ giỗ Tổ và khánh thành tháp Tổ tại chùa Sắc Tứ Tịnh Quang diễn vào tối ngày 1 tháng 4 năm 2010 (nhằm 17 tháng 2 năm Canh Dần) với sự tham dự của Đại diện chính quyền tại địa phương và hơn 3000 Huynh trưởng, đoàn sinh Gia đình Phật tử.
Ngoài ra trong dịp Đại lễ Phật Đản (Phật lịch 2552) của chương trình Đại Lễ phật đản của Liên Hợp Quốc được tổ chức tại các địa phương ở Việt Nam, chùa cũng đã được cùng với các chùa lớn khác tham gia vào đại lễ này, kết hợp các buổi cầu siêu, cầu nguyện... qua đó góp phần quảng bá hình ảnh đến với đông đảo công chúng.
Ngoài ra thì chùa cũng tích cực tham gia vào các hoạt động từ thiện xã hội cùng với các chùa khác và được chính quyền địa phương đánh giá cao và ghi nhận những nỗ lực đóng góp này.

## Du lịch
Thời gian gần đây ở Quảng Trị còn xuất hiện thêm loại hình lễ hội mới như: Lễ hội "thống nhất non sông", lễ hội "thả đèn trên sông Thạch Hãn", lễ hội "cầu siêu tại Nghĩa trang liệt sĩ Trường Sơn".... Những lễ hội này đều có dấu ấn của chùa sắc tứ Tịnh Quang trong việc tạo điều kiện thuận lợi về địa điểm, công tác tổ chức, bố trí nhân sự tham gia vào các buổi lễ như cầu siêu, tụng kinh. Chùa Sắc Tứ Tịnh Quang còn là điểm du lịch tâm linh.

## Lễ hội
Hàng năm cứ đến ngày 18 tháng 2 Âm lịch, Những Phật tử ở đất Quảng Trị dù ở các địa phương khác nhau cũng thường trở về Tổ đình để thăm viếng, tưởng nhớ những bậc Cao Tăng thạc đức đã gây dựng dựng và đem giáo lý Phật Đà truyền bá đến mảnh đất này. Sau nghi thức nguyện hương, những ngọn nến được thắp sáng kết hợp với mùi hương trầm và những người tham dự tại buổi lễ đã để lại những cảm xúc khó quên của người dự. Tuy các lễ hội này mới được tổ chức trong những năm gần đây những loại hình lễ hội này được đông đảo nhiều người quan tâm, được bạn bè trong nước và thế giới chờ đón, để lại dấu ấn sâu sắc đối với du khách khi tới Quảng Trị.

## Kiên kết ngoài
- Website chính thức Lưu trữ ngày 25 tháng 6 năm 2012 tại Wayback Machine